# Demons (canción de Imagine Dragons)
«Demons» (en español: «Demonios») es una canción de la banda estadounidense de rock alternativo Imagine Dragons, perteneciente al álbum debut de la banda «Night Visions» y promocionado como su tercer sencillo junto a tres remixes el 22 de octubre de 2013, por KIDinaKORNER e Interscope Records. Fue escrita por la agrupación, el compositor Josh Mosser y el productor inglés Alex Da Kid.

## Historia
«Demons» fue grabada en el 2011 para el cuarto EP de Imagine Dragons, titulado «Continued Silence» y también fue incluida en «Night Visions», el álbum debut de la banda. La canción apareció en la banda sonora de los videojuegos Pro Evolution Soccer 2015 y Guitar Hero Live, además de ser incluida en los tráilers de las películas The Words, What to Expect When You're Expecting y Thanks for Sharing.

## Video musical
El video musical fue subido el 7 de mayo al canal oficial de la banda en YouTube, como parte de la promoción del sencillo. En él, se mostraban varias escenas en vivo de la banda, acompañadas de una mezcla de historias que incluían: una huérfana, un hombre con síndrome de Marfan, un joven con problemas familiares y un soldado cargando a su compañero herido. Estuvo dedicado a la memoria de Tyler Robinson (1995 - 2013), un admirador de la banda que inspiró al grupo con su lucha contra el cáncer. El vídeo llegó a contar con más de 450 millones de vistas, lo cual le otorgó a la banda su segunda certificación por parte de Vevo, después del sencillo «Radioactive». El clip de «Demons» fue nominado a un premio MTV Video Music Award 2014 en la categoría mejor video de rock.

## Lista de sencillos
| Demons: Descarga digital |                                    |          |  |
| N.º                      | Título                             | Duración |  |
| 1.                       | «Demons» (Imagine Dragons Remix)   | 3:16     |  |
| 2.                       | «Demons» (KIDinaKORNER Remix)      | 3:19     |  |
| 3.                       | «Demons» (Dzeko & Torres Remix)    | 3:51     |  |
| 4.                       | «Demons» (Acoustic Live in London) | 3:07     |  |
| 5.                       | «Demons» (Music Video)             | 3:56     |  |

| Demons: Sencillo promocional (Estados Unidos) |          |          |  |
| N.º                                           | Título   | Duración |  |
| 1.                                            | «Demons» | 2:57     |  |

## Créditos
Adaptado del booklet de «Night Visions».
Demons
- Interpretado por Imagine Dragons.
- Escrito por Dan Reynolds, Wayne Sermon, Ben McKee, Alex Da Kid y Josh Mosser.
- Producido por Alex Da Kid para KIDinaKORNER.
- Publicado por KIDinaKORNER / Universal, Songs of Universal, Inc. (BMI) o/b/o Alexander Grant.
- Grabado por Josh Mosser en “Westlake Studios” para KIDinaKORNER.
- Guitarra y Bajo Adicional por J Browz para KIDinaKORNER.
- Mezclado por Manny Marroquin en “Larrabee Studios”.
- Masterizado por Joe LaPorta en “The Lodge”.

℗ 2012 KIDinaKORNER/Interscope Records
Imagine Dragons
- Dan Reynolds: Voz.
- Wayne Sermon: Guitarra.
- Ben McKee: Bajo.
- Daniel Platzman: Batería.

## Rendimiento en Listas de Popularidad
| Lista (2012–2014)                           | Mejor posición |
| ------------------------------------------- | -------------- |
| Alemania (Offizielle Deutsche Charts)       | 15             |
| Australia (ARIA)                            | 11             |
| Austria (Ö3 Austria Top 40)                 | 7              |
| Bélgica (Flandes) (Ultratip Bubbling Under) | 2              |
| Bélgica (Valonia) (Ultratip Bubbling Under) | 5              |
| Brasil (Brasil Hot 100)                     | 5              |
| Brasil (Hot Pop Songs)                      | 3              |
| Canadá (Canadian Hot 100)                   | 4              |
| Escocia (Scottish Singles Sales Chart)      | 11             |
| Eslovaquia (Rádio Top 100)                  | 7              |
| España (Top 100 Canciones)                  | 26             |
| Estados Unidos (Billboard Hot 100)          | 6              |
| Estados Unidos (Adult Contemporary)         | 11             |
| Estados Unidos (Adult Top 40)               | 2              |
| Estados Unidos (Mainstream Top 40)          | 1              |
| Francia (SNEP)                              | 15             |
| Irlanda (IRMA)                              | 11             |
| Italia (FIMI)                               | 5              |
| Letonia (European Hit Radio)                | 1              |
| Nueva Zelanda (Recorded Music NZ)           | 12             |
| Países Bajos (Mega Single Top 100)          | 27             |
| Polonia (Polish Airplay Top 100)            | 5              |
| Reino Unido (UK Singles Chart)              | 13             |
| Suecia (Sverigetopplistan)                  | 7              |
| Suiza (Schweizer Hitparade)                 | 8              |

| Lista (2013)                           | Posición |
| -------------------------------------- | -------- |
| Canadá (Canadian Hot 100)              | 54       |
| Dinamarca (Tracklisten)                | 43       |
| Nueva Zelanda (Recorded Music NZ)      | 39       |
| US Billboard Hot 100                   | 62       |
| US Adult Alternative Songs (Billboard) | 14       |
| US Adult Top 40 (Billboard)            | 50       |
| US Alternative Songs (Billboard)       | 5        |
| US Hot Rock Songs (Billboard)          | 8        |
| US Rock Airplay (Billboard)            | 6        |

| Lista (2014)                         | Posición |
| ------------------------------------ | -------- |
| Canadá (Canadian Hot 100)            | 17       |
| Alemania (Official German Charts)    | 57       |
| Italia (FIMI)                        | 7        |
| Polonia (ZPAV)                       | 16       |
| UK Singles (Official Charts Company) | 87       |
| US Billboard Hot 100                 | 23       |
| US Adult Contemporary (Billboard)    | 21       |
| US Adult Top 40 (Billboard)          | 22       |
| US Alternative Songs (Billboard)     | 23       |
| US Hot Rock Songs (Billboard)        | 6        |
| US Mainstream Top 40 (Billboard)     | 35       |
| US Rock Airplay (Billboard)          | 13       |

| Lista (2015)                      | Posición |
| --------------------------------- | -------- |
| US Billboard Rock Digital Songs   | 18       |
| US Billboard Rock Streaming Songs | 9        |

## Certificaciones
| País (Organismo certificador) | Certificaciones | Ventas certificadas   | Ref.   |
| ----------------------------- | --------------- | --------------------- | ------ |
| Alemania (BVMI)               | 3× Oro          | 450 000               | [ 52 ] |
| Australia (ARIA)              | 6× Platino      | 420 000               | [ 53 ] |
| Canadá (MC)                   | 8× Platino      | 640 000               | [ 54 ] |
| Dinamarca (IFPI)              | 2× Platino      | 5 200 000 (streaming) | [ 55 ] |
| Estados Unidos (RIAA)         | Diamante        | 10 000                | [ 56 ] |
| España (PROMUSICAE)           | Platino         | 40 000                | [ 57 ] |
| Italia (FIMI)                 | 5× Platino      | 250 000               | [ 58 ] |
| México (AMPROFON)             | Platino+Oro     | 90 000                | [ 59 ] |
| Nueva Zelanda (RMNZ)          | Platino         | 15 000                | [ 60 ] |
| Noruega (IFPI)                | 2× Platino      | 20 000                | [ 61 ] |
| Suecia (GLF)                  | 4× Platino      | 160 000               | [ 62 ] |
| Suiza (IFPI)                  | Oro             | 15 000                | [ 63 ] |
| Reino Unido (BPI)             | 2× Platino      | 1 200 000             | [ 64 ] |

## Premios
| Año  | Ceremonia                | Premio                                    | Resultado |
| ---- | ------------------------ | ----------------------------------------- | --------- |
| 2014 | Billboard Music Awards   | Canción de Rock del Top                   | Nominado  |
| 2014 | iHeartRadio Music Awards | Canción del Año de Rock Alternativo       | Ganador   |
| 2014 | MTV Video Music Awards   | Mejor Video de Rock                       | Nominado  |
| 2014 | MuchMusic Video Awards   | Video Internacional del Año-Grupo o Banda | Ganador   |

| Publicación       | País           | Premio                                                   | Año  | Ranking |
| ----------------- | -------------- | -------------------------------------------------------- | ---- | ------- |
| Nielsen SoundScan | Estados Unidos | Las 15 Canciones más descargadas en la Historia del Rock | 2015 | 8       |

## Fecha de lanzamiento
| País           | Dato                     | Formato                             | Organismo                       |
| -------------- | ------------------------ | ----------------------------------- | ------------------------------- |
| Estados Unidos | 4 de septiembre de 2012  | Álbum alternativo para Adulto-radio | Interscope Records              |
| Estados Unidos | 1 de abril de 2013       | Modern rock radio                   | Interscope Records              |
| Estados Unidos | 16 de septiembre de 2013 | Hot adult contemporary radio        | Interscope Records              |
| Estados Unidos | 17 de septiembre de 2013 | Contemporary hit radio              | Interscope Records              |
| México         | 22 de octubre de 2013    | Descarga digital (remixes)          | KIDinaKORNER Interscope Records |
| Estados Unidos | 22 de octubre de 2013    | Descarga digital (remixes)          | KIDinaKORNER Interscope Records |
| Italia         | 29 de noviembre de 2013  | Hit Contemporáneo de la Radio       | Universal Music Group           |